# Coloradoa palmerae
Coloradoa palmerae är en insektsart. Coloradoa palmerae ingår i släktet Coloradoa och familjen långrörsbladlöss. Inga underarter finns listade i Catalogue of Life.